# Ron Cyrus
Ronald Ray Cyrus (10 de julio de 1935 - 28 de febrero de 2006), más conocido como Ron Cyrus, fue un político demócrata y funcionario público estadounidense del Condado de Greenup, Kentucky. Fue el padre del actor y cantante de música country Billy Ray Cyrus, y el abuelo de Christopher, Trace, Brandi, Miley, Braison y Noah Cyrus.

## Biografía
Cyrus nació en Flatwoods (Kentucky), hijo de Verlina Adeline (1894 - 1980) y Eldon Lindsey Cyrus (1895 - 1975), hijo de Sarah y Josep "Joe" Cyrus (1872 - 1939), quien fue el hijo de John Cyrus. Fue elegido miembro de la Cámara de representantes de Kentucky para el distrito legislativo 98.º de Kentucky, el cual abarca Greenup County, en 1975. Fue elegido 11 veces consecutivas (sirviendo un total de 21 años) hasta que se retiró en 1996.

## Política
Cyrus sirvió como secretario ejecutivo y tesorero de la AFL-CIO Kentucky desde 1984 hasta 1986, y trabajó como aparejador con Armco Steel Ashland Works. Fue coronel de Kentucky, sirvió como representante regional con Alan Greenspan en el Sistema de Reserva Federal, y era exmiembro de The Crownsmen Quartet, exentrenador de la Liga Junior de béisbol y fue miembro de la Kentucky Mountain Saddle Horse Association.
Además, Cyrus sirvió en la Fuerza Aérea de los Estados Unidos en Japón. Ejerció como Presidente fundador de la Comisión de la Fundación de Caridad de Billy Ray Cyrus, y fue un miembro devoto de la iglesia Big Woods Community en Wellington (Kentucky).

## Fallecimiento y tributos
Cyrus tenía 70 años de edad cuando falleció el 28 de febrero de 2006, después de luchar contra un cáncer de pulmón. Fue enterrado en el Cementerio de la Familia Cyrus en Louisa (Kentucky).
La canción "I miss you", por la nieta de Cyrus, Miley, fue escrita para él y presentada en 2007 en el álbum Hannah Montana 2: Meet Miley Cyrus. La canción "Her daddy", por su hijo Billy Ray Cyrus también está dedicada a él, en el álbum "Wanna Be Your Joe". Billy Ray cantó esta canción a Ron Cyrus la noche anterior a su muerte. En honor a Ron Cyrus, Miley Cyrus eligió actuar como "Ronnie" en su película de 2010 La última canción. Miley Cyrus también cambió su segundo nombre de "Hope" a "Ray" en honor a su abuelo.